# Irene de Kok
Irene Margreta Maria de Kok (ur. 13 czerwca 1965 w Eindhoven) – holenderska judoczka. Brązowa medalistka olimpijska z Barcelony.
Zawody w 1992 były jej jedynymi igrzyskami olimpijskimi. Po medal sięgnęła w kategorii do 72 kilogramów kilogramów. Zdobyła trzy medale mistrzostw świata – złoto w 1986 i 1987 w kategorii do 72 kilogramów, srebro w 1984 w wadze do 66 kilogramów. Była medalistką mistrzostw kontynentu (złoto w 1986 w open i do 72 kilogramów; w 1987 do 72 kg; brąz w 1984 w wadze poniżej 66 kilogramów, w kategorii open w 1987 i do 72 kg w 1992) i wielokrotną medalistką mistrzostw Holandii. Startowała w Pucharze Świata w latach 1991–1993.